# Seyo Salustio
Lucio Seyo Herenio Salustio (en latín, Lucius Seius Herennius Sallustius, muerto en 227) fue un usurpador romano en 227. Era hijo de Seyo (nacido ca. 155) y su esposa Herenia Orbiana (nacida ca. 160), y nieto paterno de Publio Seyo Fusciano.
Salustio era suegro de Alejandro Severo (r. 222-235) y fue elevado al rango de César, probablemente cuando su hija, Salustia Orbiana, se casó con el emperador en 225. 
Intentó un atentado fallido contra la vida de su yerno y como resultado fue ejecutado dos años después. Su hija fue desterrada a Libia.